# Верхньоакбашево
Верхньоакба́шево (рос. Верхнеакбашево, башк. Үрге Аҡбаш) — присілок у складі Кушнаренковського району Башкортостану, Росія.
Населення — 86 осіб (2010; 80 у 2002).
Національний склад:
- татари — 51 %
- башкири — 48 %